# Boffalora sopra Ticino
Boffalora sopra Ticino é uma comuna italiana da região da Lombardia, província de Milão, com cerca de 4265 habitantes. Estende-se por uma área de 7 km², tendo uma densidade populacional de 609 hab/km². Faz fronteira com Marcallo con Casone, Bernate Ticino, Magenta, Trecate (NO), Cerano (NO).

## Demografia
| Variação demográfica do município entre 1861 e 2011                               |
|                                                                                   |
| Fonte: Istituto Nazionale di Statistica (ISTAT) - Elaboração gráfica da Wikipedia |